# فوئنسالیدا
فوئنسالیدا (به اسپانیایی: Fuensalida) یک شهرستان در اسپانیا است که در استان تولدو واقع شده‌است.

## خصوصیات
فوئنسالیدا ۶۸ کیلومترمربع مساحت و ۱۱٬۲۷۸ نفر جمعیت دارد و ۵۹۳ متر بالاتر از سطح دریا واقع شده‌است.